# 6-я эскадра подводных лодок
6-я эскадра подводных лодок (6 ЭскПЛ) — оперативно-тактическое объединение подводных лодок Тихоокеанского флота ВМФ СССР, существовавшее в 1961—1989 годах. Состояло из четырёх бригад дизель-электрических подводных лодок, базировалась на Владивосток (бухта Улисс) и Находку.

## История
2-я бригада Морских сил Дальнего востока была сформирована в 1934 году. В 1947 году бригада переформирована в 1-ю бригаду подводных лодок 5-го ВМФ.

### 40-я дивизия
17 апреля 1951 года на базе 1-й бригады 5-го ВМФ сформирована 40-я дивизия подводных лодок в составе 123-й, 124-й, 171-й бригад подводных лодок. В бухте Малый Улисс базировались управление дивизии, 123-я и 124-я бригады (ПЛ типа «Ленинец» и типа «Щука» соответственно), 713-й узел связи. В бухте Находка базировались 171-я бригада (ПЛ типа «Малютка» XV серии) и 709-й узел связи. 124-я бригада была переведена в Большой Улисс, затем в бухту Конюшкова залива Стрелок. В 1957 году 171-я бригада стала отдельной, а в составе дивизии сформирована 19-я бригада (бухта Улисс). В 1960 году 123-я бригада, состоявшая из ДЭПЛ с баллистическими ракетами, была переведена на Камчатку и вошла в состав 10-й дивизии ПЛ (первого формирования).

### 6-я эскадра
В 1961 году в ходе реорганизации подводных сил Тихоокеанского флота были созданы 15-я эскадра подводных лодок на Камчатке и 6-я эскадра подводных лодок во Владивостоке. Дата образования 6-й эскадры — 13 июля 1961 года, в состав объединения вошли 126-я, 124-я, 19-я бригады из состава 40-й ДиПЛ, а также 123-я и 171-я отдельные бригады подводных лодок. Управление эскадры создано на базе 40-й дивизии. На 1961 год эскадра имела в составе 36 подводных лодок, в том числе 27 ПЛ проекта 613, 7 серии XV, 1 проекта 640 (лодка радиолокационного дозора), 1 ракетная проекта 644.
В 1962 году на базе эскадры сформирована 54-я отдельная бригада подводных лодок в составе 6 ПЛ проекта 613 и плавбазы «Аяхта», базировавшаяся в Индонезии. С этого же года выведены в резерв и затем окончательно списаны оставшиеся ПЛ типа «Малютка» серии XV.
В 1963—1966 годах в состав эскадры входила 90-я бригада подводных лодок (бухта Постовая, Советская Гавань) в составе 9 ПЛ проекта 613, 329-го экипажа, плавбазы «Кулу», 712-го узла связи. С 1963 года 171-я бригада снова стала отдельной. В 1966 году эскадре подчинена 4-я бригада (бухта Золотой Рог). В 1971 году расформирована 126-я бригада, а с Камчатки в состав эскадры переведена 29-я дивизия, созданная на базе отправленной туда ранее 123-й БрПЛ и базирующаяся на залив Владимира. В 1978 году 29-я ДиПЛ передана формирующейся 4-й флотилии, а 124-я бригада (ПЛРБ проекта 629А) переформирована в 9-ю дивизию с базированием на бухту Конюшкова и с подчинением 6-й эскадре.
В 1986 году в бухте Конюшкова сформирован 256-й отдельный дивизион подводных лодок специального назначения, в который входила подводная лодка БС-69 проекта 611П, переоборудованная для диверсионно-разведывательной деятельности и несущая глубоководный аппарат комплекса «Селигер». 5 мая 1989 года закрытым указом капитаны 1-го ранга Гусаков А. Г. и Коваленко Ю. С. удостоены званий Героев Советского Союза.

### 46-я дивизия

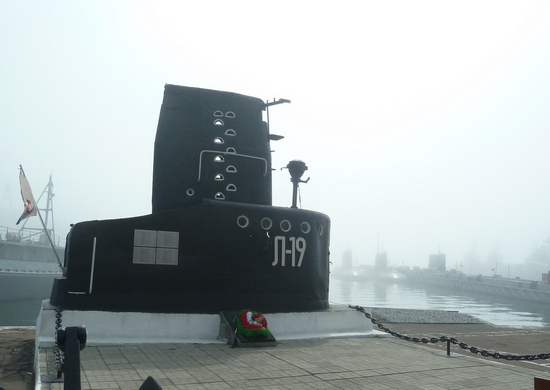
Памятник подводной лодке Л-19 в расположении 19-й бригады ПЛ, бухта Малый Улисс

В 1989 году на базе расформированной 6-й эскадры создана 46-я дивизия подводных лодок в составе 4-й бригады строящихся и ремонтирующихся кораблей и 19-й бригады. В 1991 году 46-я дивизия расформирована, обе бригады вошли в состав Приморской флотилии. 19-я бригада в 1998 году переформирована в 213-й дивизион, с 2000 года снова развёрнута как 19-я бригада, по состоянию на 2025 год перевооружена ДЭПЛ проекта 636.3 «Варшавянка» и является основным дальневосточным соединением неатомных подводных лодок.

## Командиры
- 1961: Ужаровский Владимир Леонардович (ранее — командир 40-й дивизии);
- 1961—1966: Медведев, Ефим Иванович;
- 1966—1970: Попов Владимир Андреевич;
- 1970—1974: Сысоев, Юрий Александрович;
- 1974—1978: Белашев, Виктор Григорьевич;
- 1978—1981: Захаровский Владимир Дмитриевич;
- 1981: Махлай Виктор Петрович (погиб в авиакатастрофе 7 февраля 1981 года);
- 1981—1984: Кузьмин Анатолий Алексеевич;
- 1984—1989: Критский Анатолий Никифорович.

Начальники штаба
- 1961—1966: Попов Владимир Андреевич;
- 1966—1969: Циунель Вольдемар Николаевич;
- 1969—1974: Сулейманов Раис Шагаюпович;
- 1976—1979: Ивлев Аркадий Васильевич;
- 1979—1984: Критский Анатолий Никифорович;
- 1984—1988: Иванов Виктор Александрович;
- 1988—1989: Фёдоров Олег Тихонович.